# 하창환
하창환(河敞喚, 1949년 9월 15일 ~ )은 대한민국의 정치인이다. 제38·39대 경상남도 합천군수이다.

## 학력
- 1962 합천초등학교 졸업
- 1962 ~ 1965 합천중학교 졸업
- 1965 ~ 1968 합천농업고등학교 졸업

## 경력
- 1989.8 ~ 1998.9 경상남도 합천군청 공무원
  - 합천군청 문화공보실 실장
  - 합천군청 새마을과 과장
  - 합천군청 지역경제과 과장
  - 합천군청 기획실 실장
  - 합천군청 의회사무과 과장
- 1998.9 ~ 2002.2 경상남도 합천군 대양면장, 합천읍장
- 2002.2 ~ 2008.11 합천군청 기획감사실 실장
- 2008.4 ~ 2010.3 합천고등학교 운영위원회 위원장
- 2010.7 ~ 2018.6 제38·39대 경상남도 합천군수(재선, 자유한국당)
- 2013.07.11 새누리당 입당

## 역대 선거 결과
|  | 48.83% |

|  | 75.05% |

| 전임 심의조 | 제38·39대 경상남도 합천군수 2010년 7월 1일 ~ 2018년 6월 30일 | 후임 문준희 |